# 无刺格菱
无刺格菱（学名：Trapa pseudoincisa var. aspinta）为千屈菜科菱属格菱的变种。分布于中国大陆的湖北、江西等地，目前尚未由人工引种栽培。